# زميمة
زَمِيْمَة (الاسم العلمي: Stachylidium)، جنس فطور مجهرية من الفطريات الزقية.
هيفة الكنيدي منتصب، متشعب، عابق اللون، يحمل في اطرافه كنائد بسيطة، شفافة، بيضية جثوية التجميع.